# Amat-Mamu
Amat-Mamu (ur. ok. 1750 r. p.n.e. w Sippar w starożytnej Babilonii) – skrybka, o której istnieniu wiemy ze stworzonych przez nią tabliczek zapisanych pismem klinowym; kapłanka nadītu. Była jedną z ośmiu skrybek w gagum, zgromadzeniu żeńskim w Sippar. Była aktywna w czasie panowania Hammurabiego, Samsu-iluny i Abi-eshuha. Biorąc pod uwagę długość jej kariery, musiała żyć ponad 40 lat.

## Życiorys
Pochodziła z bogatej rodziny. Kapłankami nadītu zostawały zazwyczaj kobiety należące do elity danego regionu. Zarządzały własnym majątkiem, były inwestorkami i uczestniczyły w handlu. Nie wolno im było zawierać małżeństw ani rodzić dzieci (słowo nadītum oznacza ugór lub tabu), co znacznie wydłużało ich średnią długość życia.
Amat-Mamu mieszkała w gagum, otoczonym murem zgromadzeniu żeńskim podobnym do klasztoru, w towarzystwie 140 innych kobiet. Zgromadzenia liczyły około 50 kobiet. Ze względu na separację od świata zewnętrznego kobiety nie zapadały na choroby dręczące populacje sąsiednich miast. Z listów kapłanek wynika, że były oddane służbie bóstwu i wiodły, jak na tamte czasy, długie i kreatywne życie.
Amat-Mamu została kapłanką nadītu, gdy adoptowała ją starsza kapłanka imieniem Belessunu. Cały majątek Belessunu zapisano Amat-Mamu pod warunkiem, że zapewni adoptowanej matce dożywotnie utrzymanie. Dodatkowo spłaciła dług matki o wartości 2/3 mina 5 szekli srebra.
Po dwóch latach kuzynki Belessunu, również kapłanki naditu (Amat-Samas i Nisi-Inisu), wytoczyły rozprawę przeciw Amat-Mamu i Belessunu. Rościły sobie prawa do posagu zapisanego przez Belessunu adoptowanej córce. Sąd przyznał rację Belessunu, potwierdzając praworządność zapisu o spadku. Wyrok został opatrzony komentarzem, że żaden członek rodziny Belessunu, wuj Amat-Mamu ani jego dzieci, nie są uprawnieni do wniesienia skargi na Amat-Mamu w tej sprawie. Wszystkie dokumenty potwierdzające przekazanie majątku Amat-Mamu były składowane w bibliotece jej wuja, lecz zaginęły. Po tym, jak Amat-Mamu w 1736 r. p.n.e. straciła swoje archiwum, stworzono kopię tabliczki opisującą rozprawę sądową dotyczącą spadku.

## Upamiętnienie
Amat-Mamu pojawia się jako postać drugoplanowa w książce She wrote on clay Shirley Graetz.